# Ernia di Spigelio
L'ernia di Spigelio, detta anche ernia semilunare, è una varietà poco frequente di ernia, solitamente acquisita, localizzata nel punto in cui si incontrano i vasi epigastrici inferiori a livello della linea semilunare di Spigelio (lateralmente al margine del muscolo retto, a livello dell'angolo esterno dell'arcata di Douglas).
Il sacco solitamente rimane sottostante all'aponeurosi del muscolo obliquo esterno confinata nello spessore della parete.
I pazienti maggiormente coinvolti sono gli anziani o le donne multipare.
Dal punto di vista morfologico può essere un'ernia a dito di guanto o a base di impianto slargata.